# ノヴェンバー型原子力潜水艦
ノヴェンバー型原子力潜水艦（ノヴェンバーがたげんしりょくせんすいかん、英語: November-class submarine）は、ソ連海軍の原子力潜水艦の艦級に対して付与されたNATOコードネーム。ソ連海軍での正式名は627型潜水艦（ロシア語: Подводные лодки проекта 627）、計画名は「キト」（露: ≪Кит≫、クジラの意）であった。

## 来歴
第二次世界大戦中、ソビエト連邦の潜水艦の設計を担っていた設計局・造船所のほとんどがナチス・ドイツの攻撃・占領による損害を被ったこともあり、建造ペースはかなりの遅延を余儀なくされた。そして戦後、ドイツ海軍の潜水艦隊の活躍を重視したヨシフ・スターリンは、大洋艦隊を目指すソ連海軍にとって、潜水艦こそ必要な兵器であるとしたことから、ソビエト連邦の軍需産業や海軍は、世界最大の潜水艦隊建設へ向けて邁進することとなった。まず第二次世界大戦を通じて獲得されたドイツ海軍のUボートを参考とした通常動力型潜水艦の整備が開始され、613型（ウィスキー型）が1951年12月、またより大型の611型（ズールー型）は1953年12月に就役を開始した。
一方、1945年の実験用原子炉の建造成功を受けて、ソ連海軍でも潜水艦用原子炉の開発に着手、また1949年にはソ連科学アカデミーが「潜水艦の主機として原子炉は利用可能」と報告、1950年からは原潜用原子炉の詳細設計が開始された。1952年9月、スターリンは極秘指令「（原子力潜水艦）627型の設計と建造」を承認した。これに基づき、科学アカデミーのアレクサンドロフ核エネルギー研究所長をプロジェクトの総指揮官として、造船技術者と科学者の2つのチームが編成された。造船技術者チームはペレグドフ少将の指揮下で船体設計を、また科学者チームはニコライ・ドレジャーリの指揮下で原子炉設計にあたった。また11月には政府が正式にこのプロジェクトを承認し、原潜造船所の建設指揮のため、海軍総司令部のセルゲエフ大将がセヴェロドヴィンスクに派遣された。
1953年3月に設計草案が作成されたのち、作業はヴォルナ第143設計局（後のマラヒート設計局）に引き継がれ、1954年3月に最終設計案としてまとめられて、6月には政府により承認された。これを受けて、20の設計局、38の研究所、80以上の工場で、工作機械の製造や原図製作といった事前準備が開始された。船体建造は1955年9月24日より開始された。またオブニンスクには実験用のVM-A型原子炉が建造され、要員研修に供された。1956年3月8日に初めて起動されたが、その後140件に及ぶトラブルを生じ、多くの改設計が必要になった。これによって建造された1番艦K-3は1957年8月9日に進水した。
同艦の起工後まもない1955年10月22日、ソ連政府は、627型に改正を施した627A型の建造に関する極秘指令を発出した。これは航海装置の改良や行動時間の延長、安全性の改善などを図ったもので、1956年5月に第143設計局が設計案を作成、1番艦K-5は8月に起工され、1959年12月に竣工した。その後、1962年12月までに、更に同型艦11隻が建造された。
また1955年には、627型をもとに液体金属冷却炉を搭載した原子力潜水艦を建造することにした。これは、当時アメリカ海軍が建造していた「シーウルフ」についての情報をKGBが入手したことに伴うもので、これによって建造された645型K-27は、1963年に竣工した。

## 設計

### 船体

627型の船体設計は611型（ズールー型）を母体としており、船型・電気装置・機械構成などを大幅に流用している。また部分的には、アメリカ海軍の「アルバコア」の要素も取り入れられた。これは涙滴型船体の先駆けとなった実験潜水艦で、公刊写真を参考にしたものであった。
最大潜航深度は、従来の通常動力型潜水艦と比して格段に大きく設定されたことから、船体構造材として新素材が必要となり、船舶建造省の第48中央研究所によってAK-25高張力鋼（降伏耐力60 kgf/mm2）が開発された。これにより、K-3の公試での潜航深度は310メートルに達したが、これは当時の軍用潜水艦の世界記録であった。
構造様式は従来どおりの完全複殻式が踏襲された。約30パーセントの予備浮力が確保されたが、これは世界初の原潜であるアメリカ海軍の「ノーチラス」の二倍にも達する値であった。これは、1区画にくわえてバラストタンク2個が浸水しても、艦の浮力を確保することができるということを意味したが、このことは、後に本型が経験した多くの事故で、艦の生還に貢献した。また艦内は9個の区画に区分されたが、これは「ノーチラス」より3つ多いものであった。

### 機関
上記の経緯より、627型はソ連初の原潜として、VM-A型加圧水型原子炉を搭載した。熱出力はそれぞれおよそ70メガワットであった。1958年にK-3が初めて原子炉を稼働させた際の洋上試験では、原子炉出力を60パーセントに抑えたにもかかわらず、水中速力は計画を3ノット上回る23.3ノットに達した。また1959年のK-5の海上公試では、原子炉出力80パーセントで水中速力28ノットを記録したが、これは当時のソ連潜水艦の最速記録であった。
航続距離としては、低速（627型では5.7ノット、627A型では5.5ノット）では166,000海里、高速（627型では17.4ノット、627A型では13.6ノット）では106,000海里とされた。ただし蒸気発生器の信頼性に問題があり、平均して600時間しかもたないうえに、2基のうちどちらが故障したのか分かりにくい構造になっていたため、実際の連続行動時間はかなりの制約を受けており、キューバ危機の際にも派遣することができなかった。蒸気漏れが原因となって一次冷却水が二次冷却水系に混入して放射性物質が漏洩するという事故も頻発した。この欠点は627A型でも是正されずに引き継がれており、1960年代中期になってやっと解決された。
また645型ではVT-1型液体金属冷却炉が搭載された。これは440度の液体金属冷却材、355度の過熱蒸気を使用しており、原子炉2基の合計出力は35,000馬力と、627/627A型の4.3パーセント増であった。また1次冷却材である液体金属の循環は自然循環であることから騒音源となる冷却ポンプが不要となり、2次冷却系の圧力が1次冷却系より高いことから蒸気発生器にトラブルが生じても放射性物質が2次冷却系に漏れる心配もないことになっていた。しかし実際には、類似形式の原子炉を搭載した米海軍「シーウルフ」と同様、1次冷却系に発生する酸化物やスライムによる閉塞事故など原子炉系のトラブルが多発し、1968年5月24日には炉心溶融事故が発生、多くの乗員が被曝したほか、身を挺して故障を修理した乗員9名は事故直後に急性放射線症候群で死亡した。

## 装備
スターリンの死後、ニキータ・フルシチョフは海軍力の戦略的価値を理解せず、核兵器の運搬手段としてしか捉えていなかったことから、627型は水爆魚雷搭載艦として設計された。627型のために開発された水爆魚雷はT-15型と称されており、沿岸の都市をターゲットとして、爆発による津波や地震によって破壊する計画であった。しかし弾頭実験が失敗したほか、重量40トンという巨大な魚雷を発射管から発射すると艦のバランスを崩し、沈没の恐れもあることから、1954年5月に不採用が決定した。
この結果、通常攻撃力の強化が図られ、当初設計では2門だった533mm魚雷発射管は8門に増備され、魚雷の搭載数も20本となった。
ソナーとしては、当初はMG-200「アルクティカ」探信儀を備えていたが、後期艦では改良型の「アルクティカ-M」に更新されたほか、パッシブ式のMG-10も搭載された。しかし機関の水中放射雑音が大きく、20ノット以下でしか目標を探知できない状況だった。なお本型の水中放射雑音は、周波数5～200ヘルツでは170デシベル、1キロヘルツでは150デシベルであった。

## 諸元表
|              | 627型                                               | 627A型                                              | 645型                                               |
| ------------ | --------------------------------------------------- | --------------------------------------------------- | --------------------------------------------------- |
| 水上排水量   | 3,101トン                                           | 3,065トン                                           | 3,414トン                                           |
| 水中排水量   | 4,069トン                                           | 4,750トン                                           | 5,078トン                                           |
| 全長         | 107.4 m                                             | 107.4 m                                             | 109.8 m                                             |
| 幅           | 7.96 m                                              | 7.96 m                                              | 8.3 m                                               |
| 吃水         | 6.48 m                                              | 6.48 m                                              | 5.9 m                                               |
| 機関         | VM-A型加圧水型原子炉×2基                            | VM-A型加圧水型原子炉×2基                            | VT-1型液体金属冷却炉×2基                            |
| 機関         | 60-D型タービン×2基 (計35,000馬力)                   |                                                     |                                                     |
| 機関         | M-820ディーゼル発電機×2基                           |                                                     |                                                     |
| 機関         | PG-116電動機×2基 (計900馬力)                        |                                                     |                                                     |
| 機関         | 可変ピッチ・プロペラ×2軸                            |                                                     |                                                     |
| 電池         | 28-SM 1型×112基2群                                  | 28-SM 1型×112基2群                                  | n/a                                                 |
| 水上速力     | 15.2ノット                                          | 15ノット                                            | 14.7ノット                                          |
| 水中速力     | 30.1ノット                                          | 30ノット                                            | 30.2ノット                                          |
| 安全潜航深度 | 240 m                                               | 240 m                                               | 270 m                                               |
| 最大潜航深度 | 300 m                                               | 300 m                                               | 300 m                                               |
| 乗員         | 110名                                               | 104名                                               | 105名                                               |
| 兵装         | 533mm魚雷発射管×8基 (SET-65 または 53-65K魚雷×20本) | 533mm魚雷発射管×8基 (SET-65 または 53-65K魚雷×20本) | 533mm魚雷発射管×8基 (SET-65 または 53-65K魚雷×20本) |
| TFCS         | トリイ型                                            | トリイ型                                            | トリイ型                                            |
| レーダー     | プリズマRLK-101                                     | プリズマRLK-101                                     | プリズマRLK-101                                     |
| ソナー       | MG-200 探信儀                                       | MG-200 探信儀                                       | MG-200 探信儀                                       |
| ソナー       | MG-10 パッシブ式                                    |                                                     |                                                     |
| ソナー       | MG-13M 迎撃用                                       |                                                     |                                                     |

## 同型艦

### 一覧表
| 設計   | 艦番号     | 建造番号 | 造船所 | 起工            | 進水            | 竣工            | 所属   | 除籍           |
| ------ | ---------- | -------- | ------ | --------------- | --------------- | --------------- | ------ | -------------- |
| 627型  | K-3        | 254      | 402    | 1955年 9月24日  | 1957年 8月9日   | 1958年 12月17日 | 北方   | 1989年 3月14日 |
| 627A型 | K-5        | 260      | 402    | 1956年 8月13日  | 1958年 9月1日   | 1959年 12月27日 | 北方   | 1990年 7月1日  |
| 627A型 | K-8        | 261      | 402    | 1957年 9月9日   | 1959年 5月31日  | 1959年 12月31日 | 北方   | 1971年 2月13日 |
| 627A型 | K-11       | 285      | 402    | 1960年 10月31日 | 1961年 9月1日   | 1961年 12月30日 | 北方   | 1990年 4月19日 |
| 627A型 | K-14       | 281      | 402    | 1958年 9月2日   | 1959年 8月16日  | 1959年 12月30日 | 太平洋 | 1990年 4月19日 |
| 627A型 | K-21       | 284      | 402    | 1960年 4月2日   | 1961年 6月18日  | 1961年 10月31日 | 北方   | 1990年 4月19日 |
| 627A型 | K-42       | 290      | 402    | 1962年 11月28日 | 1963年 8月17日  | 1963年 11月30日 | 太平洋 | 1989年 3月14日 |
| 627A型 | K-50 →K-60 | 291      | 402    | 1962年 3月14日  | 1963年 12月16日 | 1964年 7月18日  | 北方   | 1990年 4月19日 |
| 627A型 | K-52       | 283      | 402    | 1959年 7月8日   | 1960年 8月28日  | 1960年 12月10日 | 北方   | 1987年 9月16日 |
| 627A型 | K-115      | 288      | 402    | 1962年 4月4日   | 1962年 10月22日 | 1962年 12月13日 | 太平洋 | 1987年 7月16日 |
| 627A型 | K-133      | 286      | 402    | 1961年 7月3日   | 1962年 7月5日   | 1962年 10月29日 | 太平洋 | 1989年 5月30日 |
| 627A型 | K-159      | 289      | 402    | 1962年 8月15日  | 1963年 6月6日   | 1963年 10月9日  | 北方   | 1989年 5月30日 |
| 627A型 | K-181      | 287      | 402    | 1961年 11月15日 | 1962年 9月7日   | 1962年 12月27日 | 北方   | 1987年 9月16日 |
| 645型  | K-27       | 601      | 402    | 1958年 6月15日  | 1962年 4月1日   | 1963年 10月30日 | 北方   | 1979年 2月1日  |

### 運用史
上記の通り、本型は事故も多かった。主なものは、以下の通りである。
- 1960年10月13日：K-8はバレンツ海で原子炉の蒸気発生器が故障し、乗員13名が重度の被曝症となった。
- 1965年2月：K-11がセヴェロドヴィンスクで原子炉の燃料棒を交換中に原子炉の電圧が制御不能となり、修理に当たった7名が重度の被曝症となった。
- 1967年9月8日：K-3がノルウェー海で第1及び第2区画から出火し、乗員39名が死亡した。
- 1968年5月24日：K-27(液体金属炉搭載の645計画艦)はセヴェロモルスク沖で重大な原子炉事故を起こし、原子炉燃料棒は摂氏1,000度にまで上昇、原子炉区画及び発令所の放射能レベルは1時間あたり2,000レントゲンに達した。乗員142名が被曝、うち6名は艦内で死亡、帰還後、更に4名が死亡、12名が重度の被曝症を負った。以後、本艦は放棄され、1981年9月6日、カーラ海に沈められた。
- 1970年4月11日：K-8はスペイン沖で第3及び第8区画から出火し、沈没、乗員52名が死亡した。
- 付記：本型の原子炉を先行搭載した砕氷船レーニンも原子炉事故を2度(1965年と1967年)起こして原子炉が破損したため、原子炉を撤去、1970年5月に新たな原子炉を搭載した。